# Belagerung von Numantia
Die Belagerung von Numantia markiert den Endpunkt des spanischen Krieges zwischen dem römischen Reich und den Keltiberern. Mit der Eroberung der Stadt Numantia durch Scipio Aemilianus im Sommer des Jahres 133 v. Chr. fand der fast zehnjährige, für beide Seiten verlustreiche Konflikt sein Ende.

## Vorgeschichte
Im Jahr 134 v. Chr. wurde Scipio der Jüngere zum zweiten Mal zum Konsul gewählt und vom römischen Senat nach Spanien gesandt, um die Iberische Halbinsel vollständig zu erobern. Als er im heutigen Spanien eintraf, war die Moral der dort stationierten Legionen schwach und die Aussicht auf geringe Beute gestaltete die Anwerbung von Söldnern schwierig. Scipio gelang es trotzdem eine Armee von etwa 20.000 bis 40.000 Mann auszuheben und mit der Belagerung Numantias zu beginnen. Verstärkt wurde er durch die gut ausgebildete numidische Kavallerie unter ihrem charismatischen Anführer Jugurtha.

## Die Belagerung

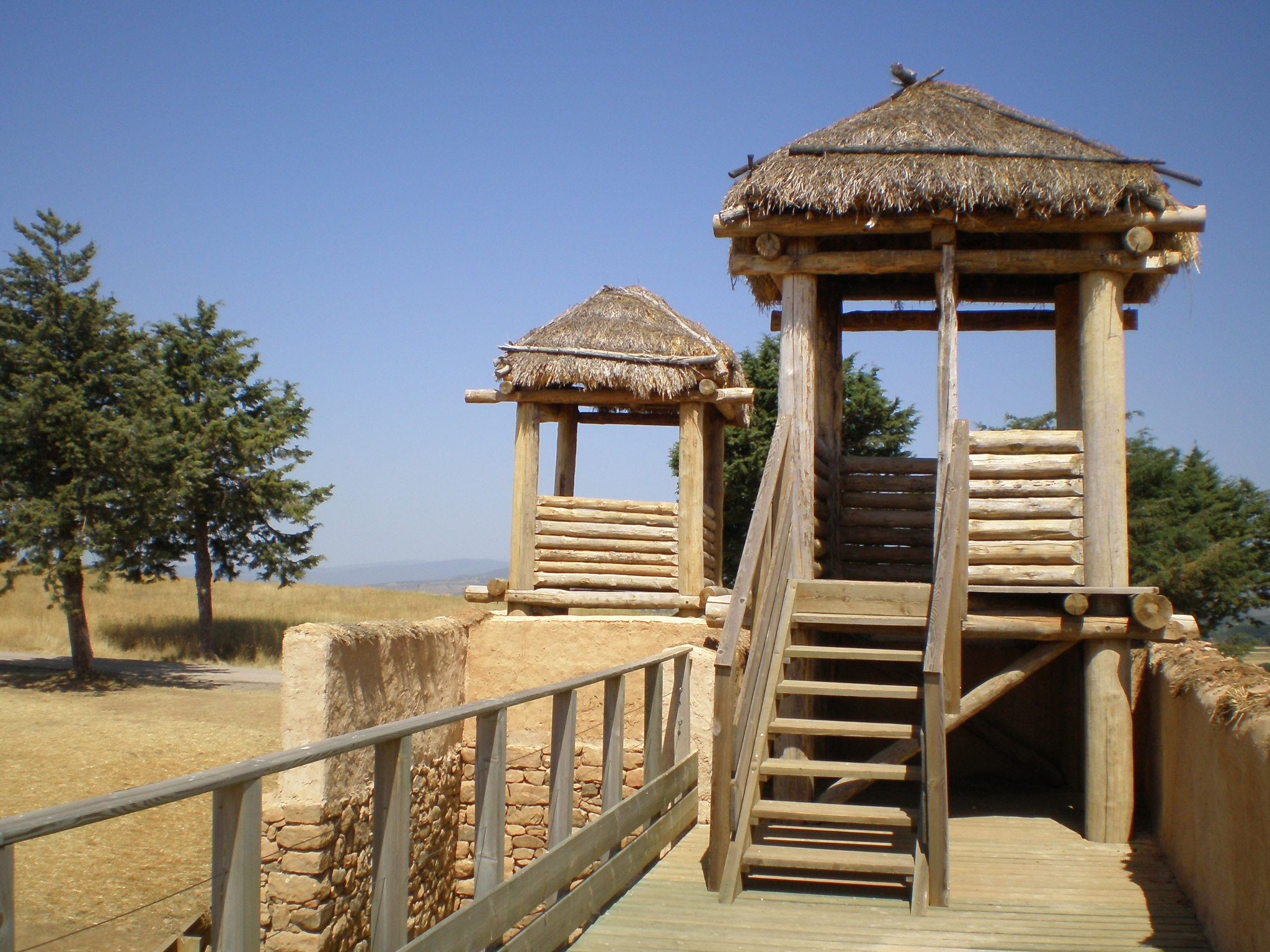
Moderne Rekonstruktion der Stadtmauern

Scipio errichtete um die keltische oder keltiberische Hauptstadt, in die sich seine Gegner unter ihrem Anführer Avarus zurückgezogen hatten, eine Circumvallation. Des Weiteren ließ er das Wasser eines nahegelegenen Sumpfes stauen, um eine zusätzliche künstliche Barriere anzulegen. Zur Sicherheit vor möglichen Verstärkungen der Iberer wurde außerdem eine Contravallation errichtet. Durch eine Kette in dem die Stadt durchfließenden Duero sollten mögliche Ausbruchsversuche verhindert werden. Außerdem wurden hölzerne Türme zu beiden Seiten des Flusses als Wachposten errichtet.
Die Keltiberer wollten bis zu einem möglichen Ausbruch auf einen ihrer größten Krieger, Rhetogenes, warten. Dieser sollte mit Hilfe von Verbündeten den Belagerungsring sprengen. Er konnte jedoch andere Stämme wie die Arevaker nicht überzeugen, in den Krieg zu ziehen, und lediglich eine Schar von 400 Jugendlichen in Lutia für sein Vorhaben begeistern. Diese wurden jedoch von Scipios Truppen durch Verrat in einen Hinterhalt gelockt. Nach ihrer Gefangennahmen sollen jedem der 400 die Hände abgehackt worden sein. Da nun keine Verstärkungen von außen mehr zu erwarten waren, begann Avarus Verhandlungen mit den Römern aufzunehmen.

## Kapitulation

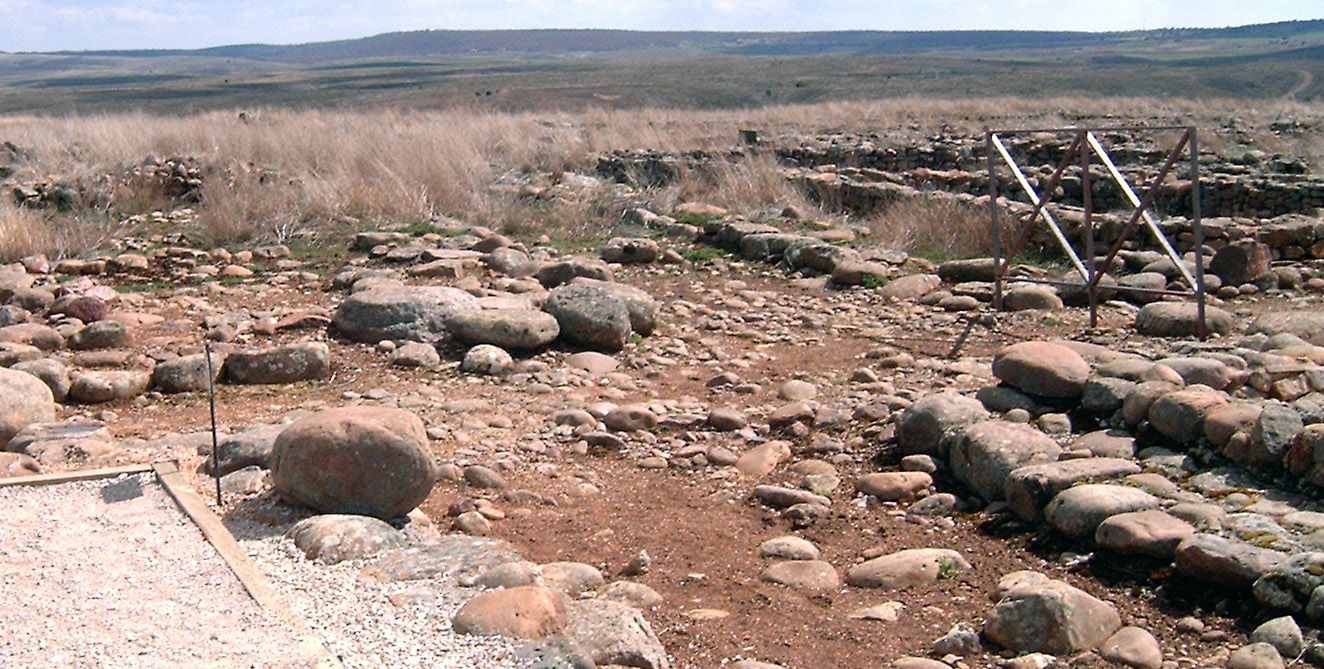
Ruinen der Stadt

Die ersten Unterhändler der Iberer baten um ihre Freiheit, wenn sich die Stadt ergeben sollte, dies lehnte Scipio jedoch ab. Bei ihrer Rückkehr wurden sie von der skeptischen Bevölkerung der Stadt ermordet, da man allgemein glaubte, dass sie die Verhandlungen absichtlich abgebrochen hätten. Infolge der immer größeren Hungersnot gab es auch Kannibalismus innerhalb der Mauern der Stadt auf, deren Bewohner sich nicht ergeben wollten. Am Ende des Sommers 133 v. Chr. ergab sich die restliche Bevölkerung, nachdem sie die Stadt in Brand gesteckt hatte. Bei der Eroberung sollen zahlreiche Einwohner Selbstmord begangen haben, darunter ganze Familien, um sich den Gang in die römische Sklaverei zu ersparen. Tatsächlich führte Scipio die Überlebenden genau diesem Schicksal zu und ließ auch noch die letzten Grundmauern der Stadt dem Erdboden gleichmachen.

## Rezeption
Über die Belagerung von Numantia berichteten verschiedene römische Historiker, die vor allem den Freiheitsdrang und Kampfesmut der Kelten gegenüber den Römern hervorhoben. Miguel de Cervantes, der Autor von Don Quijote, schrieb über die Schlacht in seinem Werk La Numancia. Es wurde Cervantes’ wichtigstes dramatisches Werk und mehrfach ins Deutsche übersetzt, erstmals 1810 von Friedrich de la Motte Fouqué. In jüngerer Zeit ist der mexikanische Autor Carlos Fuentes zu nennen, der sich in der Kurzgeschichte Las dos Numancias (dt.: Die zwei Numantias) aus der Sammlung El naranjo o los círculos del tiempo (dt.: Der Orangenbaum oder die Kreise der Zeit) mit den Ereignissen in der römischen Zeit Spaniens auseinandergesetzt hat; er beschreibt die Schlacht in Form einer fiktiven Betrachtung aus Sicht des römischen Feldherrn Scipio.
Bis heute genießt die Tapferkeit der Einwohner von Numantia einen sprichwörtlichen Ruf in Spanien.

## Weblinks

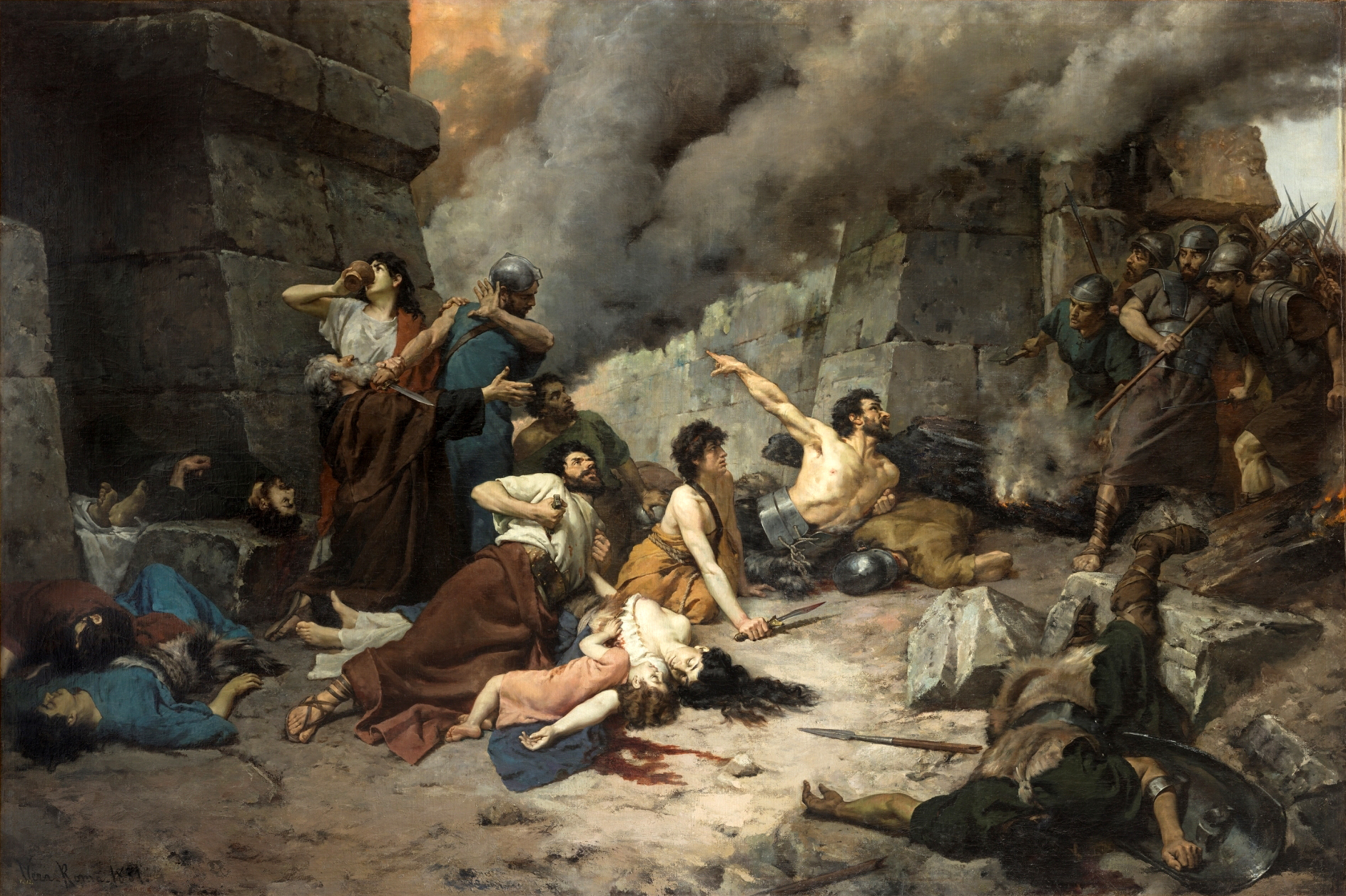
Massenselbstmord der Bevölkerung von Numantia bei der Eroberung der Stadt. Gemälde von Alejo Vera, 1881